# Arthur Herbert Lindsay Richardson
Arthur Herbert Lindsay Richardson, né le 23 septembre 1872 à Southport en Angleterre et décédé le 15 décembre 1932 à Liverpool en Angleterre, était un militaire canadien d'origine britannique. Il est récipiendaire de la croix de Victoria, la plus haute récompense des forces du Commonwealth qui est remise pour un acte de bravoure face à l'ennemi.

## Biographie
Arthur Herbert Lindsay Richardson est né le 23 septembre 1872 à Southport en Angleterre. Il émigra au Canada en 1891. Après avoir été propriétaire de ranch un certain temps, il s’enrôla au sein de la Police montée du Nord-Ouest en 1894. Au début de la seconde guerre des Boers en 1900, il rejoignit le Strathcona's Horse récemment levé.
Arthur Richardson était âgé de 27 ans et avait le grade de sergent lorsqu'il accomplit les actes qui lui valurent la croix de Victoria, la plus haute récompense des forces du Commonwealth. Selon le rapport du commandant de son unité, le lieutenant Agar Adamson, le 5 juillet 1900, à Wolve Spruit, environ 24 km au nord de Standerton, une escouade du Lord Strathcona's Corps de 38 personnes tomba sous le feu rapproché ennemi qui avait une troupe de 80 personnes. Lorsque l'ordre de retraite a été donné, le sergent Richardson retourna à cheval sous le feu ennemi pour récupérer un soldat dont le cheval avait été tué et qui était blessé à deux endroits. Il retourna avec lui en sécurité bien que son propre cheval fût blessé. Le sergent Richardson est le premier soldat à être décoré de la croix de Victoria pour des actions accomplies au sein d'une unité canadienne sous le commandement britannique. De plus, sa croix de Victoria est la première qui a été remise par le roi Édouard,.
En 1902, Arthur Richardson retourna servir au sein de la Police montée du Nord-Ouest avec laquelle il servit jusqu'à ce qu'une maladie le force à prendre sa retraite en 1907. Après la mort de sa femme en 1916, il retourna vivre à Liverpool en Angleterre où il mourut en 1932.

## Héritage
La croix de Victoria d'Arthur Richardson est exposée aux Military Museums (en) à Calgary en Alberta.